# Carlos Guastavino
Carlos Guastavino (Santa Fe, 5 aprile 1912 – Buenos Aires, 29 ottobre 2000) è stato un compositore argentino, il più importante rappresentante del nazionalismo romantico argentino..

## Biografia
Le stile di Guastavino tradisce un'affinità innegabile con i compositori argentini della fine del XIX secolo : Alberto Williams, Francisco Hargreaves, Eduardo García Mansilla, Julián Aguirre. 
Il suo stile musicale fortemente influenzato dal romanticismo del secolo XIX lo portò a tenersi lontano dai compositori modernisti argentini quali Alberto Ginastera. Quell'isolamento dai movimenti d'avanguardia e il suo successo nel creare una musica nazionale attraente adoperando un linguaggio romantico, lo fecero diventare un modello per la generazione di autori di musica popolare e folk argentina degli anni 1960, i quali applicarono tante innovazioni di Guastavino nella loro musica.

## Opere
Tra le sue opere si possono citare:
- Se equivocó la paloma (La colomba ha sbagliato)
- Pueblito, mi pueblo (Paesino, mio paese)
- Bailecito
- La siesta (Il pisolino)
- En los surcos del amor (Nei solchi dell'amore)
- Mis amigos (I miei amici)
- Indianas